# Hail
Hail, també Ha'il, Ha'yel o Hayil (àrab: حائل, Ḥāʾil) és una ciutat i oasi de la regió de Jabal Xammar a l'Aràbia Saudita. És capital de la província d'Hail. Al cens de 2004 consta amb 267.005 habitants. És un centre agrícola que produeix molt del blat del país. El uadi Hail, modernament conegut com al-Kurayya, passa al costat de la ciutat. La ciutat disposa d'universitat i d'un aeroport regional (codi IATA: HAS, codi ICAO: OEHL).

## Història
La ciutat i oasi estava poblat per les tribus Banu Xammar, que es van sotmetre als wahhabites el 1786-1787. A partir del 1801 les cases dels Banu Rashid (dels xammar del Jabal Xammar) i els Al-Saud (wahhabites) van disputar el domini del territori. El 1818, després de la conquesta d'al-Diriyya per l'expedició otomanoegípcia, Ibrahim Pasha va exigir tribut a Hail. El 1836 el xeic dels Banu Rashid, Abd Allah ibn Rashid, amb el suport del seu germà Obaid ibn Rashid i el seu cosí llunyà i amic Zamil I Al Sabhan, va conquerir la ciutat; ocupada Hail breument pels otomans (1837-1838) Abd Allah es va consolidar tot seguit; va continuar la construcció del palau Barzan a Hail que havia començat Muhammad ibn Abd al-Mushsin Al Ali el 1808; va morir el 1847-1848 i el va succeir el seu fill Talal ibn Abd Allah (1847/1848-1867) que va acabar el palau. En el seu temps i dels seus successors, l'emirat fou visitat per diversos europeus, entre els quals: Georg August Wallin (1854), William Gifford Palgrave (1865), lady Anne Blunt (1881), Charles Montagu Doughty (1888), i Gertrude Bell (1907).
El 1871 Hail fou afectada per una epidèmia que va reduir la població a unes tres mil persones. A finals del segle l'emirat va arribar al cim del seu poder i Hail tenia uns 20.000 habitants repartits en quatre barris a l'entorn del mercat: Mashaba (nord-est) amb el palau de Barzan; Lubda al sud; al Makiza a l'oest; i Afnan al nord-oest; la mesquita de Barzan i l'escola religiosa de Marshadi eren centres religiosos i culturals; a Lubda hi havia també una escola religiosa. El 1897 va morir Muhammad II ibn Abd Allah (1872-1897) i el va succeir sense oposició el seu nebot i fill adoptiu Abd al-Aziz ibn Mitab (1897-1906); estava aliat als otomans, que eren molt impopulars a Hail; el 1904 Ibn Saud va tornar de l'exili i es va apoderar de Riad i va començar a combatre amb els Banu Rashid. Abd al-Aziz va morir en la Batalla de Rawdat Muhanna, contra Ibn Saud el 1906.
La construcció del ferrocarril entre Damasc i Medina va eliminar el trànsit de caravanes comercial i de peregrins i va arruïnar l'economia tradicional del Djabal Shammar, que controlaven 80 famílies de Nadjaf a l'Iraq. Els problemes dinàstics amb lluites civils del 1906-1908 van provocar la destrucció de part d'Hail. El 1908 el tron va passar a un menor, Saud II ibn Abd al-Aziz (1908-1920), sota la regència del seu oncle Zamil Al Sabhan fins a la majoria de l'emir.
El darrer emir, Muhammad II ibn Talal, va perdre Hail davant els saudites que hi van entrar el 2 de novembre de 1921; la resta de l'emirat, el Nafud, la regió més al nord-oest, fou ocupada pels saudites el 1922. El palau Barzan fou destruït en part i els membres de la família Banu Rashid i dels Al-Sabhan van haver de traslladar-se a Riyadh (molts van marxar a l'exili a l'Iraq, però van tornar al caps dels anys). Un membre de la família, Ibrahim ibn Salim al-Sabhan, fou designat emir per garantir la lleialtat dels shammar. El 1923 Ibn Saud va nomenar emir Ibn Saud, Abd al-Aziz ibn Musaad ibn Djiluwi, que encara exercia el 1966.
Hail va entrar en decadència, i a partir de la dècada de 1960 es van començar a fer inversions; van sorgir nous barris com els Djudayyida, al-Zabara, al-Wuysala o el barri cobert de jardins d'al-Suwaydfila a tocar d'Hail. La regió estèril de Nukra entre Hail i Kufar es va posar en cultiu. Actualment la ciutat és centre d'un programa d'agricultura.

## Llocs
Hail té un mercat o soc notable, proper al palau Barzan, avui dia convertit en un gran centre comercial. El palau Barzan és el principal edifici; fou construït entre 1808 i acabat vers 1855. El palau Qishla es va construir vers 1940 pel príncep saudita Abd al-Aziz ibn Musaad Al Saud, que hi exercia el govern. El 2006 es va obrir el circuit de ral·lis d'Hail. Cada any celebra un festival de la vida al desert.